# Blato (okręg pirocki)
Blato (cyr. Блато) – wieś w Serbii, w okręgu pirockim, w mieście Pirot. W 2011 roku liczyła 578 mieszkańców.